# Narciarstwo alpejskie na Zimowym Olimpijskim Festiwalu Młodzieży Europy 2025
Narciarstwo alpejskie na Zimowym Olimpijskim Festiwalu Młodzieży Europy 2025 – zawody w narciarstwie alpejskim, które odbyły się w dniach 10-16 lutego 2025 r. na trasach w gruzińskim Bakuriani. W programie zawodów przewidziano po dwie konkurencje dla kobiet i mężczyzn: gigant i slalom. Ponadto rozegrane zostały mieszane zawody drużynowe w gigancie równoległym.

## Wyniki
| Pozycja | Zawodnik              | Reprezentacja   | Czas    |
| ------- | --------------------- | --------------- | ------- |
|         | Freddy Carrick-Smith  | Wielka Brytania | 1:37,71 |
|         | Storm Andre Hagen     | Norwegia        | 1:38,38 |
|         | Ziggy Vrdoljak        | Chorwacja       | 1:38,94 |
| 4.      | David Janda           | Czechy          | 1:39,10 |
| 5.      | Zak Carrick-Smith     | Wielka Brytania | 1:39,50 |
| 6.      | Luken Garitano Iturbe | Hiszpania       | 1:39,58 |

| Pozycja | Zawodniczka            | Reprezentacja | Czas    |
| ------- | ---------------------- | ------------- | ------- |
|         | Lara Bianchi           | Szwajcaria    | 1:39,55 |
|         | Marta Giaretta         | Włochy        | 1:40,82 |
|         | Helene Unhjem Oveland  | Norwegia      | 1:41,21 |
| 4.      | Alessandra di Sabatino | Włochy        | 1:41,31 |
| 5.      | Emma Bastita           | Włochy        | 1:41,50 |
| 6.      | FJ Borge Andresen      | Norwegia      | 1:41,55 |

| Pozycja | Zawodnik              | Reprezentacja   | Czas    |
| ------- | --------------------- | --------------- | ------- |
|         | Storm Andre Hagen     | Norwegia        | 1:31,79 |
|         | Luken Garitano Iturbe | Hiszpania       | 1:32,80 |
|         | Zak Carrick-Smith     | Wielka Brytania | 1:32,92 |
| 4.      | Valentin Pöll         | Austria         | 1:33,09 |
| 5.      | Ziggy Vrdoljak        | Chorwacja       | 1:33,16 |
| 6.      | David Castlunger      | Włochy          | 1:33,30 |

| Pozycja | Zawodniczka         | Reprezentacja | Czas    |
| ------- | ------------------- | ------------- | ------- |
|         | Ilona Charbotel     | Francja       | 1:37,86 |
|         | Marta Giaretta      | Włochy        | 1:39,85 |
|         | Victoria Klotz      | Włochy        | 1:40,30 |
| 4.      | Juliette Fournier   | Szwajcaria    | 1:41,09 |
| 5.      | Taja Presern        | Słowenia      | 1:41,58 |
| 6.      | Angelika Dallhammer | Austria       | 1:41,83 |

### Drużynowo[5]
| Konkurencja                | Złoto                                                                                               | Srebro                                                                  | Brąz                                                          |
| Gigant równoległy mieszany | Norwegia Helene Unhjem Oveland · Storm Andre Hagen · Victoria Nordmo Mikalsen · Elias Hartford Kvæl | Włochy Marta Giaretta · Luca Loranzi · Victoria Klotz · Alex Silbernagl | Czechy Lara Huml · David Janda · Tereza Koutná · Ludvík Vaček |

## Klasyfikacja medalowa
| Miejsce | Państwo         |   |   |   | złoto · srebro · brąz |
| ------- | --------------- | - | - | - | --------------------- |
| 1.      | Norwegia        | 2 | 1 | 1 | 4                     |
| 2.      | Wielka Brytania | 1 | 0 | 1 | 2                     |
| 3.      | Francja         | 1 | 0 | 0 | 1                     |
| 3.      | Szwajcaria      | 1 | 0 | 0 | 1                     |
| 5.      | Włochy          | 0 | 3 | 1 | 4                     |
| 6.      | Hiszpania       | 0 | 1 | 0 | 1                     |
| 7.      | Chorwacja       | 0 | 0 | 1 | 1                     |
| 7.      | Czechy          | 0 | 0 | 1 | 1                     |
| Ogółem  | Ogółem          | 5 | 5 | 5 | 15                    |